# Heckler & Koch P30
Heckler & Koch P30 hay gọi tắt là P30 là một loại súng ngắn bán tự động có nòng polymer do Heckler & Koch sản xuất, sử dụng cỡ đạn Parabellum 9 × 19mm và .40 S&W.

## Lịch sử
Các nguyên mẫu ban đầu của P30 được giới thiệu là P3000. P30 được bán trên thị trường dưới dạng súng ngắn dịch vụ thực thi pháp luật.
Vào năm 2006, lực lượng đầu tiên đầu tiên đặt mua P30 là Cục Hải quan Liên bang Đức, họ đã mua 13.500 chiếc P30. Sở cảnh sát Na Uy đã đặt hàng khoảng 7.000 chiếc P30.
Vào tháng 10 năm 2008, cảnh sát liên bang của Zurich, Thụy Sĩ đặt mua P30 với số lượng không được tiết lộ với 1,6 triệu CHF (1,35 triệu đô la Mỹ), thay thế cho SIG P228.
Vào cuối tháng 11 năm 2008, Bundespolizei Liên bang Đức đặt mua 30.000 khẩu P30 với tùy chọn cho 5.000 khẩu khác. Việc vận chuyển diễn ra vào giữa mùa hè năm 2009 và năm 2011..
Vào tháng 4 năm 2010, cảnh sát bang Hessen (Đức) đặt mua P30 V2. Mẫu này cũng được cung cấp cho các cán bộ trại giam Hessen.
Vào năm 2011, P30 NL (H3) nằm trong số ít các loại súng ngắn được cảnh sát Hà Lan xem xét sử dụng. Tuy nhiên vào tháng 10 năm 2012, Walther P99Q NL (H3) được chọn để thay thế các khẩu súng ngắn Walther P5 và Glock 17 được sử dụng trước đó vào năm 2013-2014.

## Biến thể

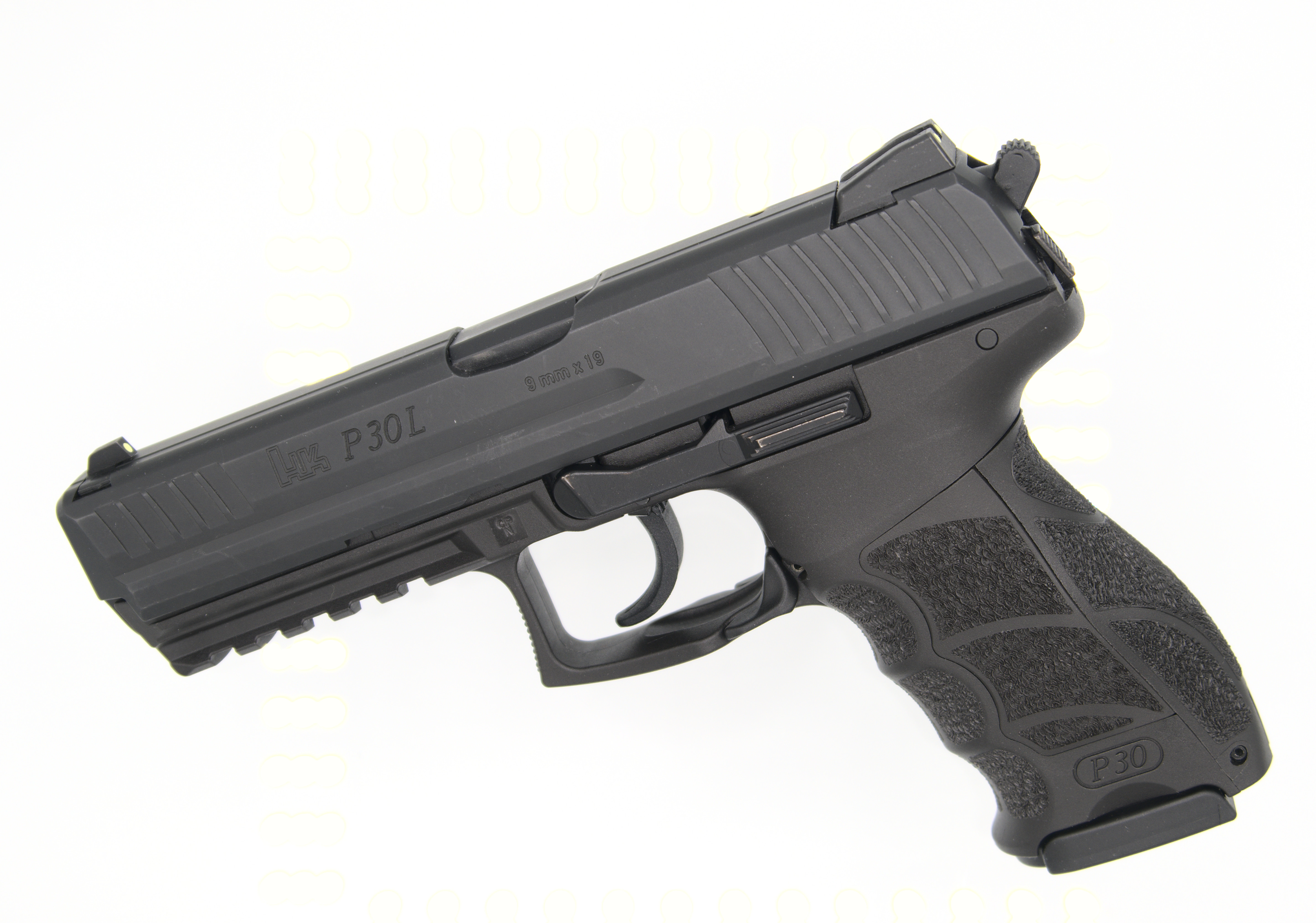
Heckler & Koch P30L

Khẩu P30L là P30 có nắp trượt và nòng dài hơn. (L là viết tắt của long slide (trượt dài))
Khẩu P30SK là phiên bản nhỏ gọn của P30 với nắp trượt và nòng ngắn hơn. (SK là viết tắt của "subkompakt")
Các biển thể P30S, P30LS và P30SKS có tính năng an toàn (safety) bên ngoài ngón tay cái thuận ở cả hai bên tay. Tính năng an toàn thủ công này có sẵn trên hầu hết các biến thể cò súng. Các biến thể có tùy chọn an toàn bên ngoài ngón tay cái thuận ở cả hai bên tay có kích thước tương tự so với các biến thể không có tính năng này, nhưng nặng hơn khoảng 50 g (1,8 oz) và cần gạt an toàn tăng chiều rộng thêm 3,66 mm (0,144 in) dẫn đến chiều rộng tổng thể là 38,46 mm (1,514 in).
Các khẩu súng ngắn P30, P30L và P30SK có nhiều thông số cò súng khác nhau. Có thể thay đổi thông số cò súng (bản gốc) của súng lục dòng P30 sang cấu hình cò súng khác.

### Thông số mô hình và cò súng P30
Ngoài các biến thể cò súng DA/SA (V3) cổ điển, Heckler & Koch còn có Combat Defensive Action (CDA) hoặc Law Enforcement Modification (LEM) độc quyền trên dòng P30 của họ, đây là một biến thể của bộ cò Double Action Only (DAO) (Chỉ Hoạt động Kép) thông thường .
Cơ chế LEM hoạt động thông qua sự kết hợp giữa một miếng chốt bên trong búa và một lò xo khuỷu tay để tạo ra điều kiện 0 hoặc 1 trong khi búa được đặt ở vị trí hạ búa. Sau khi đặt thanh trượt vào khoang một vòng, các phiên bản LEM tạo ra lực kéo kích hoạt Double Action (Hành động Kép) dài với trọng lượng kéo tương đương với một Single Action (Hành động Đơn).
| Biến thể | Hoạt động   | Kéo cò                                    | Hành trình kéo cò                        | Ghi chú |
| -------- | ----------- | ----------------------------------------- | ---------------------------------------- | --- |
| V0       | CDA hay LEM | 51 N (11,5 lbf) (DA) 20 N (4,5 lbf) (CDA) | 14 mm (0,55 in)                          | Combat Defensive Action (CDA) (Hành động Phòng thủ Tấn công) hay Law Enforcement Modification (LEM) (Tùy chỉnh Thực thi Luật pháp): Tiếp xúc hai mảnh búa có cựa. Sử dụng một Trigger Return Spring (TRS) (Lò xo Phản hồi Cò súng) "nhẹ" loại V1. Mảnh khóa có thể được gỡ bỏ bằng cách nhấn nút gỡ, nằm ở phía sau thanh trượt, bên cạnh búa. Phiên bản búa đẩy này được thiết kế dành cho thị trường châu Âu.                |
| V1       | CDA hay LEM | 20 N (4,5 lbf)                            | 14 mm (0,55 in)                          | Tương tự với V0 nhưng búa không có cựa, và không có nút gỡ; do đó, cách duy nhất để nhả dây cót là bóp cò qua khoang trống. Sử dụng một Trigger Return Spring (TRS) nhẹ, thường được gọi là "LEM nhẹ". |
| V2       | CDA hay LEM | 32,5 N (7,3 lbf)                          | 14 mm (0,55 in)                          | Tương tự với V1 với Trigger Return Spring (TRS) nặng. Sử dụng Trigger Return Spring (TRS) nặng, thường được gọi là "LEM nặng". TRS nặng hơn cho phép cho phép tái thiết lập cò súng sạch hơn đồng thời khiến những người thường lo ngại về việc vô tình xả súng khi bị căng thẳng cảm thấy thoải mái. Phiên bản này không còn có thể được mua trực tiếp ở Hoa Kỳ.                                                              |
| V3       | DA/SA       | 51 N (11,5 lbf) (DA) 20 N (4,5 lbf) (SA)  | 14 mm (0,55 in) (DA) 7 mm (0,28 in) (SA) | Bộ DA/SA thông thường có 'một mảnh, búa đẩy và nút gỡ ở phía sau thanh trượt, bên cạnh búa. |
| V4       | CDA hay LEM | 27,5 N (6,2 lbf)                          | 14 mm (0,55 in)                          | Tương tự với V1 nhưng sử dụng Trigger Return Spring trung. Trigger Return Spring (TRS) trung tạo ra sự cân bằng để tái thiết lập cò súng sạch hơn giống như phiên bản V2 và cung cấp trọng lượng kéo kích hoạt ở giữa V1 và V2. |
| V4.1/CH  | CDA hay LEM | 27,5 N (6,2 lbf)                          | 10 mm (0,39 in)                          | Tương tự với V4 nhưng chốt dài hơn một chút, búa hơi nhô ra ngoài ở vị trí nghiêng. Búa được thiết kế lõm vào bên trong hơn để có thể ngắm bắn lâu hơn khi được gỡ. V4 và CH được sử dụng thay thế cho nhau do phiên bản này được thiết kế để cơ quan thực thi pháp luật Thụy Sĩ giảm khoảng 1/3 hành trình trước so với các phiên bản LEM khác. Hành trình trước ngắn hơn có liên quan đến việc giảm nguy cơ cò súng bị giật. |

## Sử dụng

### Đơn vị sử dụng hiện tại
- Phần Lan: được sử dụng bởi Đơn vị Cảnh sát Phản ứng Nhanh (Phần Lan).[cần dẫn nguồn]
- Đức: 
  - Quản lý Cục Hải quan Liên bang Đức: 13.500 khẩu súng ngắn được đặt mua.[2][13]
  - Cảnh sát Liên bang: 30.000 khẩu súng ngắn V2 với tùy chọn cho 5.000 khẩu.[4] 38 455 pistols in use as of 2019[14]
  - Xấp xỉ 16.000 khẩu súng ngắn P30 V2 được đặt mua bởi Cảnh sát Bang Hesse và cán bộ cải huấn Hessian.[5]
  - Lục quân Đức: được sử dụng bởi Feldjäger và lính đặc công Kommando Spezialkräfte (Bộ chỉ huy Lực lượng Đặc biệt; viết tắt là KSK)[15]
  - Hải quân Đức: được sử dụng bởi những người điều hành Kommando Spezialkräfte Marine/Kampfschwimmer  ("Bộ Tư lệnh Lực lượng Đặc biệt Hải quân"; "Lính Thủy"; viết tắt là KSM)[16]
- Hungary: được sử dụng bởi Cơ quan Quản lý Thuế và Hải quan Quốc gia Hungary [cần dẫn nguồn]
- Malaysia: được sử dụng bởi lực lượng chống khủng bố Pasukan Khas Laut (PASKAL) của Hải quan Hoàng gia Malaysia.[17]
- Na Uy: Sở Cảnh sát Na Uy.[2]
- Bồ Đào Nha: được sử dụng bởi Lục quân Bồ Đào Nha, Cảnh sát Trực tự Công cộng và Vệ binh Cộng hòa Quốc gia từ năm 2009.[18]
- Singapore: súng ngắn phát hành tiêu chuẩn cho Lục quân Singapore, thay thế cho SIG Sauer P226 kể từ năm 2018 [19]
- Tây Ban Nha: Mossos d'Esquadra.[20]
- Thụy Sĩ: Biên Phòng Thụy Sĩ,[21] ít nhất sáu lực lượng cảnh sát liên bang như Kantonspolizei Zürich[3][22] và ít nhất một sở cảnh sát thành phổ (cảnh sát thành phố Winterthur).[22]
- Hoa Kỳ: P30L V1 được sử dụng bởi Đơn vị Tác chiến Tuần tra Biên giới.[23][24]

### Đơn vị trước đây sử dụng
- Hoa Kỳ: được sử dụng bởi Văn phòng Cảnh sát trưởng Hạt Loudoun 2012-2016; được thay thế bởi SIG Sauer P320[25][26][27]

### Đấu thầu không thành công
- Vương quốc Anh: 19 khẩu súng ngắn được thẩm định để thay thế súng ngắn Browning L9A1, thất bại trước Glock 17.